# Le Tilleul-Othon
Le Tilleul-Othon là một xã thuộc tỉnh Eure trong vùng Normandie miền bắc nước Pháp.